# Festa dels Reis d'Igualada
La Festa dels Reis d'Igualada és la més antiga de Catalunya i la segona més antiga de l'Estat Espanyol, amb referències del seu inici l'any 1895. El dia 5 de gener a la tarda desfila una comitiva formada per les carrosses dels tres Reis Mags d'Orient, el patge Faruk i més de 500 patges a darrere, curosament vestits, els quals utilitzen escales de fusta per pujar als balcons dels domicilis i reparteixen els regals per tota la ciutat, lliurant-los directament als nens i nenes.

## Història

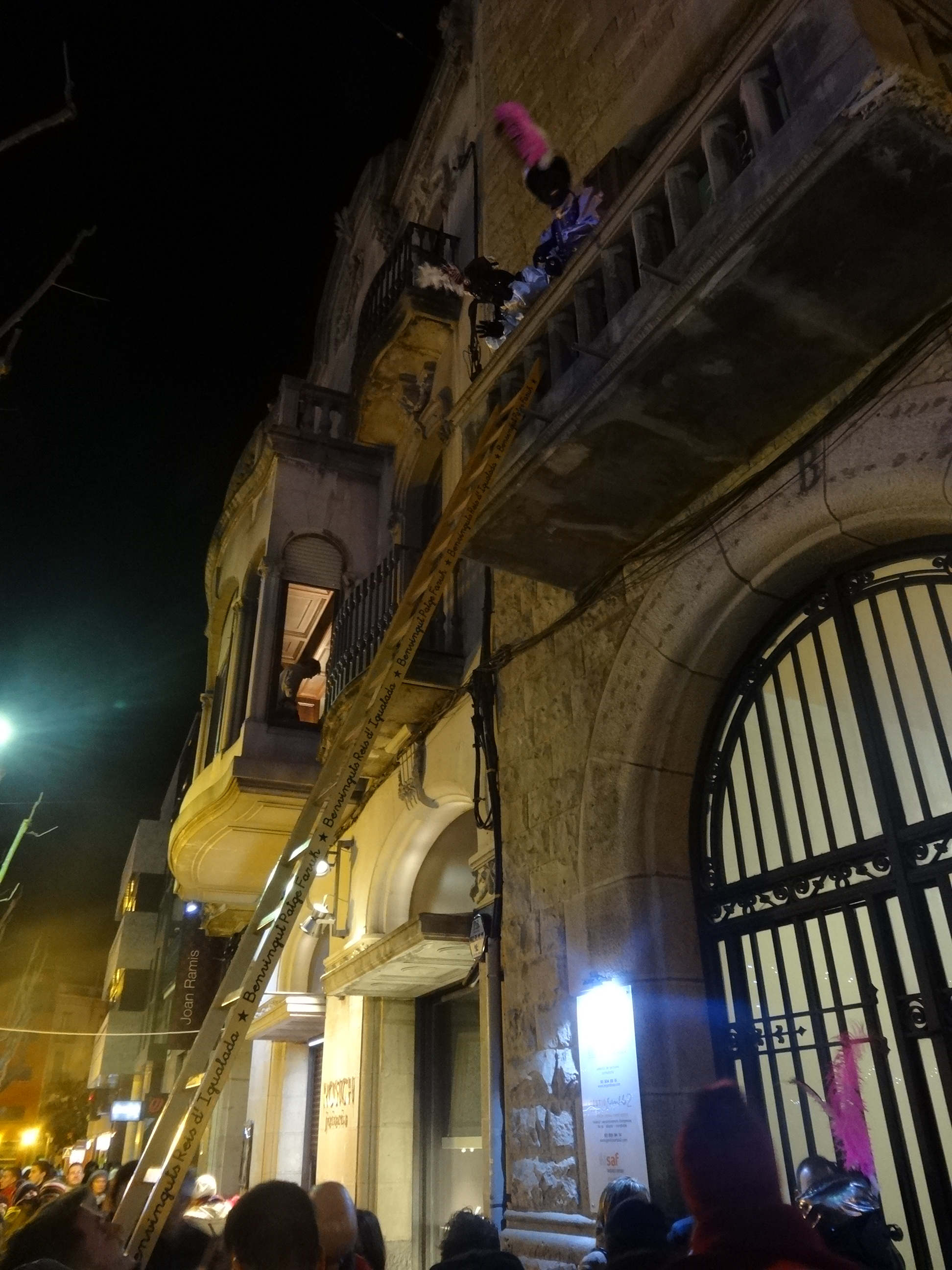
Escala de fusta usada pels patges

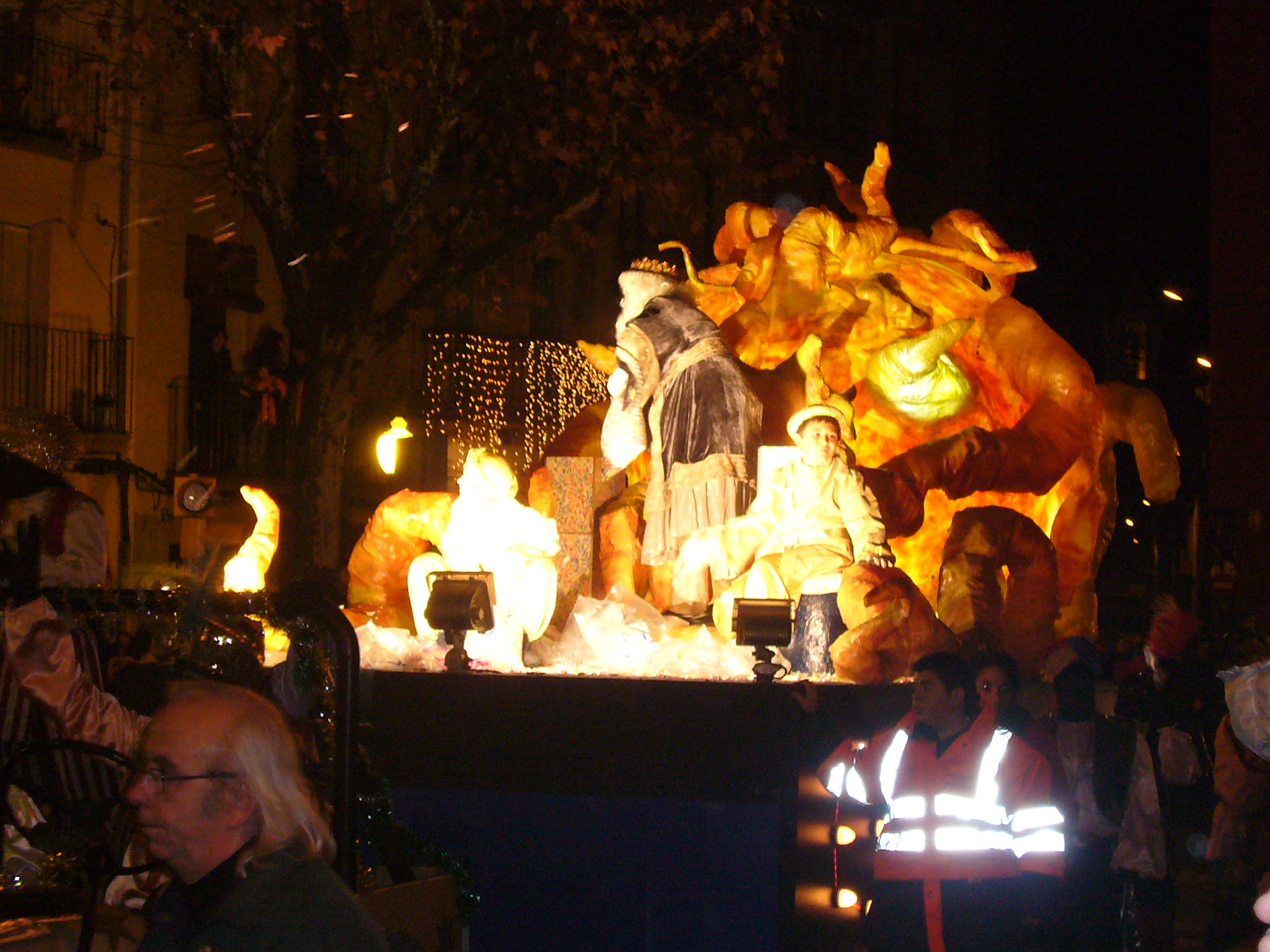
Rei blanc a la Cavalcada de Reis d'Igualada (gener 2010)

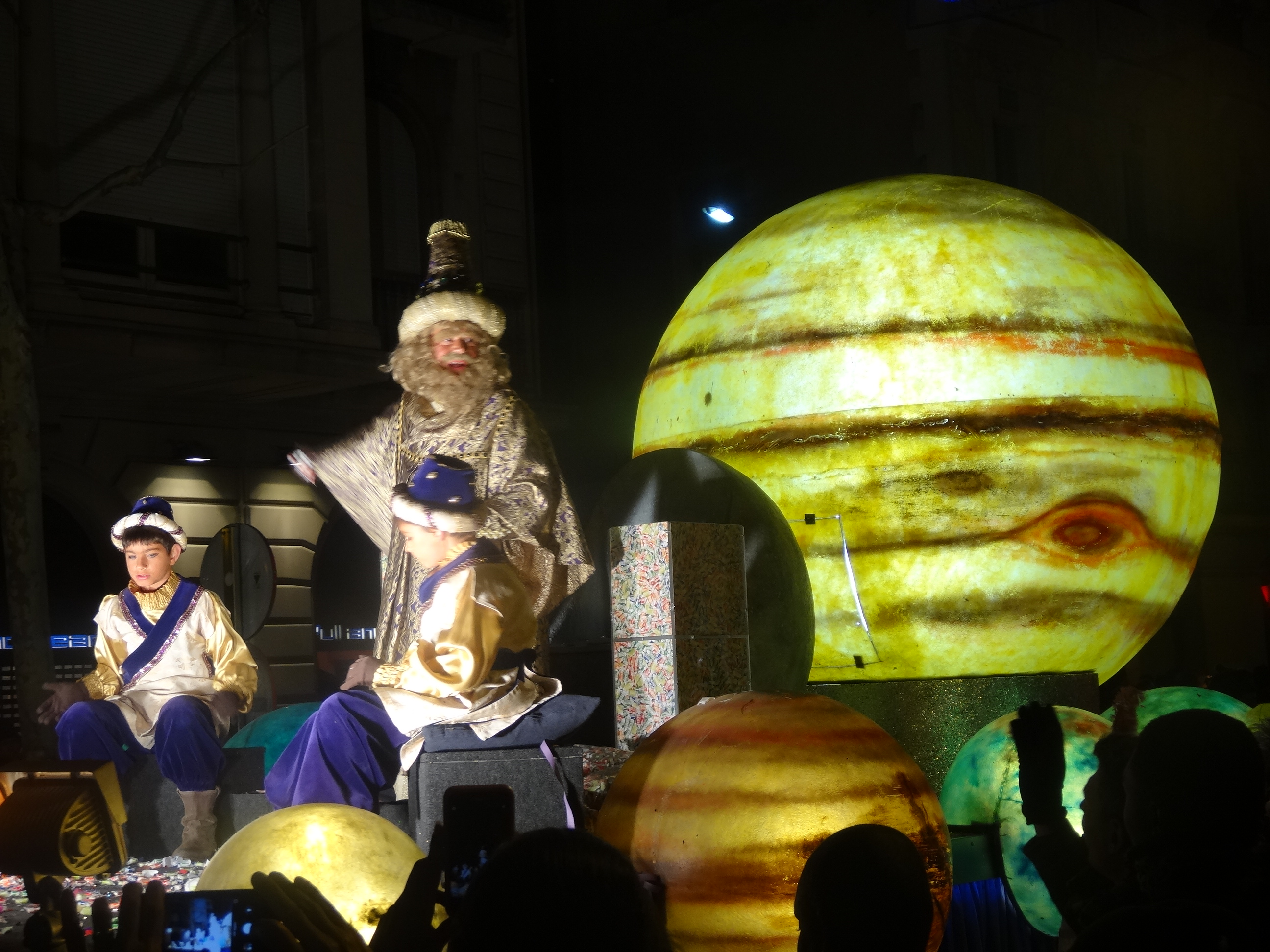
Rei ros a la Cavalcada de Reis d'Igualada (gener 2017)

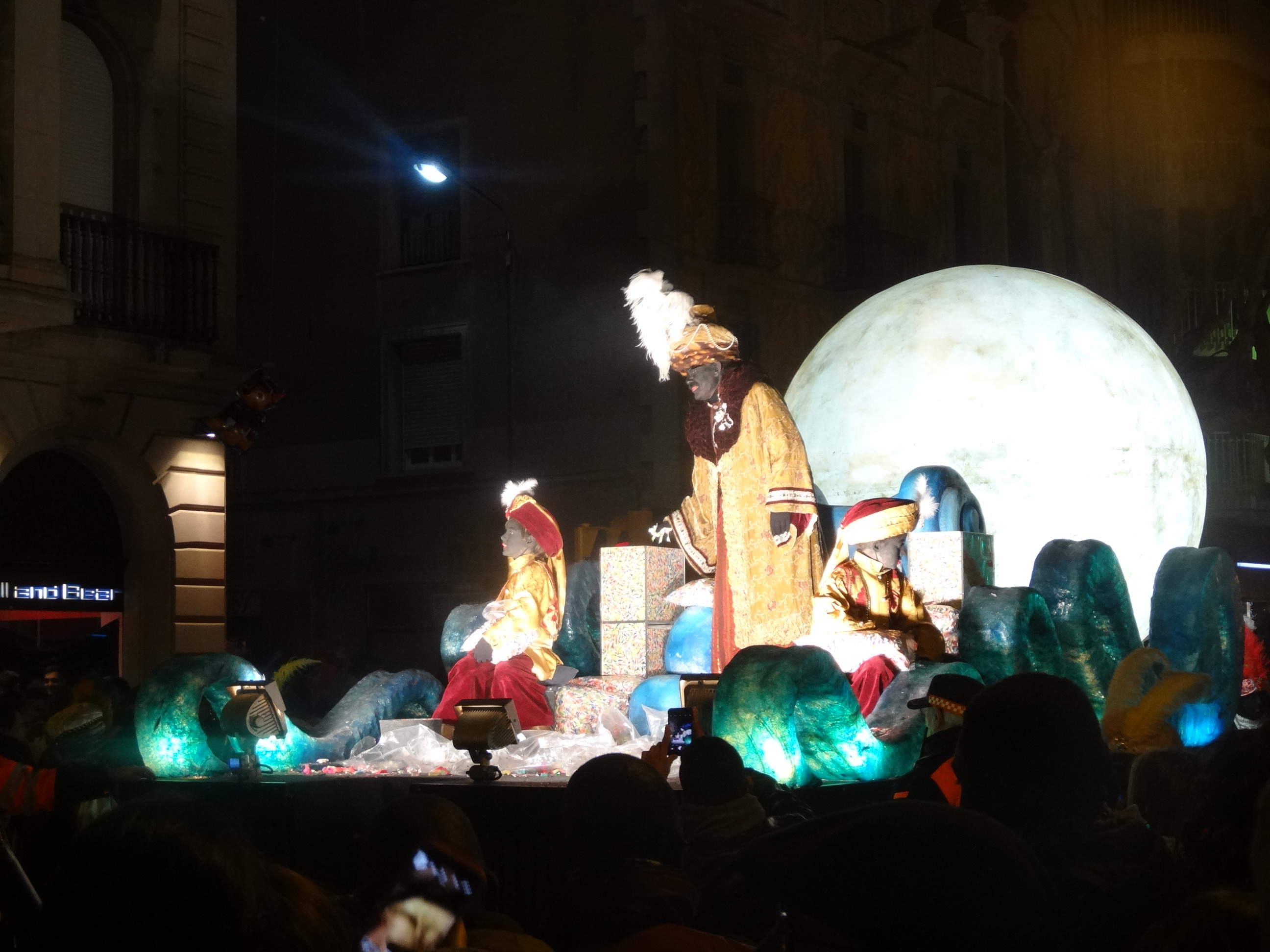
Rei negre a la Cavalcada de Reis d'Igualada (gener 2017)

Segons es desprèn de la informació publicada a "La Semana de Igualada" la data de començament de la festa dels Reis a Igualada, podria ser el de 31 de desembre de l'any 1899, encara que també s'esmenta l'any 1895. La iniciativa sorgí dels vicaris de Santa Maria, Joan Camprodon, Jaume Bosch i Dr. Lluís de Sobregrau, els quals foren secundats amb entusiasme pels socis del Centre Catòlic que varen ser els encarregats d'organitzar la festa, amb una finalitat purament benèfica.
Hi participen un miler de patges i va acompanyada amb l'Himne del Patge Faruk, interpretat per la Banda de Música d'Igualada. Actualment, des de l'any 2012, també hi participa la Unió Filarmònica d'Amposta. I des del 2019 també hi participa la Banda de Música del Prat de Llobregat.

## El patge Faruk
Els actes de la festa dels Reis d'Igualada s'inicien el dia 28 de desembre amb l'arribada del Patge Faruk acompanyat d'altres patges. És l'any 1943 quan apareix per primera vegada. Va ser una creació del Sr. Lluís Valls i té un himne propi, compost pel mestre Joan Just amb lletra del mateix Lluís Valls. El Patge Faruk, junt amb els Reis, ha esdevingut el personatge principal de la festa de Reis d'Igualada. El patge arriba al pavelló de les Comes envoltat per una multitud de patges com a ambaixador de Ses Majestats els Reis d'Orient, on és esperat pels nens que el reben cantant el seu himne. El Patge Faruk porta dos llibres: el Blanc i el Negre, en què s'hi registraran els nens i les nenes segons el seu comportament, i els recomana que siguin bons minyons. Si ho fan així tots passaran al Llibre Blanc i el dia 5 Ses Majestats els portaran molts regals.
Des del dia 29 de desembre en endavant hi ha les dues audicions radiofòniques diàries per l'emissora local, durant les quals el Patge Faruk es dirigeix de manera individualitzada als petits de la ciutat, tot anomenant els nens i nenes pels seus noms i cognoms. Tot i que les persones que fan de Patge es renoven sovint, la persona que posa la veu radiofònica del Patge Faruk es manté tots els anys que sigui possible pel fet del reconeixement i associació de la veu al personatge per part dels infants. La Comissió de Reis edita cada any un model de carta exclusiu que el dia 1 de gener, al matí, al Teatre municipal l'Ateneu Igualadí, la mainada lliura al Patge Faruk perquè la faci arribar als Reis Melcior, Gaspar i Baltasar. Per fer que l'espera sigui més distreta, mentre quitxalla i familiars fan cua per ser rebuts, una munió de patges parlen amb ells i els donen els consells necessaris per millorar el seu comportament. Els patges lliuren a cada infant una auca amb dibuixos i rodolins d'autors anoiencs, inèdita cada any, com també llaminadures i alguns obsequis.

## Dates Assenyalades
- 28 de desembre: Arribada del Patge Faruk al Pavelló de les Comes.
- 29 de desembre - 4 de gener: El Patge Faruk parla per la ràdio, a Ràdio Igualada (103.2 FM).
- 1 de gener: Entrega de la carta al Patge Faruk
- 5 de gener: Cavalcada i arribada de S.M.M. els Reis d'Orient.
- Nit del 5 de gener: Mentrestant les famílies estan reunides sopant a casa, arriben els patges a entregar els paquets.

## Descripció
El dia 5 de gener, a tres quarts de sis de la tarda, comença la cavalcada. Surt de davant de l'antic Hospital d'Igualada i passa pels carrers que formen l'eix longitudinal de la ciutat (Passeig Verdaguer, Avinguda Montserrat, Avinguda Caresmar, Carrer de la Soledat, Plaça del Rei, Carrer Sant Jordi, Rambla del General Vives, Rambla de Sant Isidre, Rambla Nov,a, Rambla de Sant Ferran i Plaça Castells). La cavalcada va acompanyada amb la Banda de Música d'Igualada que interpreta l'Himne del Patge Faruk. Mentre es fa la cavalcada, els patges ja reparteixen els paquets pels carrers on van passant, pujant amb escales verdes i vermelles pels balcons de les cases. Acabada la cavalcada es reparteixen regals a diferents punts de la ciutat. Cada camió va acompanyat de diversos patges que són els encarregats de fer el repartiment a domicili. Cada paquet és lliurat per un patge, de manera que a cada casa hi aniran tants patges com paquets s'hagin de lliurar, acompanyat per un Patge Faruk, que llegeix un llibre amb el que diu als nens què han de millorar, no han de fer...Aquests personatges, a més de portar el paquet, ajuden els nens a desembolicar-los i acostumen a participar de l'alegria dels petits fent-los els comentaris adients.
Els Reis també visiten els malalts internats als Centres Hospitalaris i a la Llar del Sant Crist d'Igualada. El repartiment de regals es fa al domicili de totes les famílies que ho demanen, pagant una quantitat per paquet, recaptació que serveix per pagar les despeses que comporta la cavalcada i els obsequis de beneficència. A més dels paquets per als nens i les nenes, en moltes ocasions es porten objectes d'alt valor econòmic, com poden ser anells de promesa, i d'altres joies, el que pot donar una idea de la confiança que mereixen tant el sistema com les persones que intervenen en el repartiment a domicili. En els darrers 40 anys hi ha hagut una mitjana de 2.000 paquets repartits a domicili, i més de 500 patges col·laborant. L'any 2014 hi participaren fins a 900 patges.